# Malagasya
Malagasya is een geslacht van kreeftachtigen uit de klasse van de Malacostraca (hogere kreeftachtigen).

## Soorten
- Malagasya antongilensis (Rathbun, 1905)
- Malagasya goodmani (Cumberlidge, Boyko & Harvey, 2002)